# Ulidia albidipennis
Ulidia albidipennis är en tvåvingeart som beskrevs av Friedrich Hermann Loew 1845. Ulidia albidipennis ingår i släktet Ulidia och familjen fläckflugor. Inga underarter finns listade i Catalogue of Life.